# Cristina de Bourbon
Maria Cristina Frederica Vitória Antônia da Santíssima Trindade (em espanhol: María Cristina Federica Victoria Antonia de la Santísima Trinidad; Madrid, 13 de junho de 1965) é a filha mais nova dos reis eméritos, Juan Carlos I e Sofia da Grécia, sendo a irmã do atual rei Filipe VI, e portanto, membro da Casa de Bourbon e sexta na linha de sucessão ao trono espanhol.

## Nascimento e baptismo
Dona Cristina é a segunda filha do rei João Carlos I e da rainha Sofia.
Foi batizada no Palácio de Zarzuela pelo Arcebispo de Madrid, sendo seus padrinhos Sua Alteza Real Dom Alfonso de Borbón, Duque de Cádiz, e Sua Alteza Real a infanta Dona María Cristina de Borbón y Battenberg.

## Educação
Cursou os estudos secundários no Colégio Santa María del Camino, ingressando em 1984 no curso de Ciências Políticas, na Universidade Complutense de Madrid. Após a licenciatura, que obteve em 1989, seguiu para um mestrado em Relações Internacionais, na Universidade de Nova York, que concluiu em 1990.
Em 1991, realizou um estágio na sede da UNESCO, em Paris.

## Deveres reais
A 13 de Outubro de 1991, foi agraciada com a Grã-Cruz da Ordem Militar de Cristo de Portugal e a 23 de Agosto de 1996 foi agraciada com a Grã-Cruz da Ordem do Infante D. Henrique de Portugal.
Realiza numerosas atividades institucionais, culturais, acadêmicas e de interesse social, tanto na Espanha como no exterior, especialmente no âmbito europeu e ibero-americano.
Como Presidente de Honra da Comissão da UNESCO, continua vinculada a esta organização internacional e os vários de seus projetos, especialmente educativos, com particular atenção as suas atividades de proteção do Patrimônio natural e artístico. Em outubro de 2001, foi nomeada pela ONU Embaixadora de Boa Vontade das Nações Unidas para a II Assembleia Mundial do Envelhecimento. É também membro do Patronato da Fundação Dalí.
Presta seu apoio a diversas entidades de caráter assistencial e participa pessoalmente dos Cursos de Vela Adaptada para pessoas com deficiências. Atualmente preside a Fundação Internacional de Vela para Deficientes, IFDS.
É Diretora de Área Social da Fundação da Caixa, tendo exercido sua função inicialmente em Barcelona e depois em Genebra, Suíça, para onde se mudou após o escândalo do Caso Nóos tornar-se público.
No final de 2011, a infanta foi afastada da Casa Real, devido a seu envolvimento com o Caso Nóos. Após a ascensão do irmão como Rei, ele também revogou seu título de Duquesa de Palma de Maiorca.

## Acusação de delitos fiscais e branqueamento de capitais no Caso Nóos
À infanta foi arguida de um processo de alegado desvio de fundos públicos pelo instituto Nóos, presidido por Urdangarin entre 2003 e 2006, acusada de delitos fiscais e branqueamento de capitais. Foi arquivado o delito de branqueamento de capitais. Na sequência do processo, foi-lhe retirado, pelo rei Felipe VI, o título de Duquesa de Palma de Mallorca a 12 de junho de 2015.
Em 11 de janeiro de 2016, Cristina e mais 17 acusados do chamado Caso Nóos compareceram perante o Tribunal de Palma de Maiorca para depor. Nesse dia, a defesa da Infanta pediu que seu nome fosse excluído do processo, alegando para isso a Doutrina Botín, que define que ninguém pode ser julgado unicamente por uma acusação popular (a acusação partia do sindicato Mãos Limpas, sendo que o Ministério Público da Espanha não via indícios para julgar Cristina). Mãos Limpas pedia 8 anos de prisão para a Infanta.
Em 29 de janeiro saiu a decisão do Tribunal de Palma de Maiorca sobre o pedido da defesa: Cristina continuaria sendo julgada como cooperadora necessária do marido no Caso Nóos. O caso Nóos desconstruiu a vida de luxo da infanta Cristina e de seu esposo, o palacete de luxo onde a infanta Cristina residia na cidade espanhola com Iñaki e os quatro filhos de ambos está à venda e agora a filha do rei João Carlos I pernoita em um apart-hotel onde alugou um apartamento para ficar sempre que regressa ao seu país, entretanto amigos íntimos do casal afirmam que o caso Nóos não afetou a vida do casal Cristina e Iñaki Urdangarín.
Em 17 de fevereiro de 2017, foi absolvida no Caso Nóos.

## Família

### Casamento e filhos
Contraiu matrimônio com o plebeu Iñaki Urdangarin em 4 de outubro de 1997, na Catedral Basílica de Barcelona. Com tal motivo, o rei João Carlos I lhe concedeu o título de Duquesa de Palma de Mallorca, que lhe foi retirado a 12 de junho de 2015.
O casal tem quatro filhos, Juan Valentín Urdangarin y Borbón, que nasceu em 29 de setembro de 1999 (25 anos); Pablo Nicolas Urdangarin y Borbón, que nasceu em 6 de dezembro de 2000 (24 anos); Miguel de Todos los Santos de Urdangarin y Borbón, que nasceu em 30 de abril de 2002 (22 anos); e Irene Urdangarin y Borbón, que nasceu em 5 de junho de 2005 (19 anos), todos nasceram em Barcelona.

### Divórcio
No dia 24 de janeiro de 2022, Cristina e Iñaki  enviaram um comunicado à agência de notícias EFE anunciando oficialmente que haviam dado início ao processo de divórcio. O anúncio veio apenas alguns dias depois de uma foto de Iñaki passeando de mãos dadas com outra mulher ter se tornado pública.

## Títulos e estilos
Como uma filha de um monarca espanhol, dona Cristina está legalmente autorizado para a designação e classificação de Infanta com o estilo de Sua Alteza Real.
- 13 de junho de 1965 - 26 de setembro de 1997: Sua Alteza Real, a Infanta D. Cristina de Espanha
- 26 de setembro de 1997 - 11 de junho de 2015: Sua Alteza Real, a Infanta D. Cristina, Duquesa de Palma de Mallorca
- 11 de junho de 2015 - presente: Sua Alteza Real, a Infanta D. Cristina de Espanha[13]

### Brasão de armas

Brasão de armas de Sua Alteza Real a Infanta D. Cristina, Duquesa de Palma de Mallorca, de 26 de setembro de 1997 a 11 de junho de 2015
Brasão de armas de Sua Alteza Real a Infanta D. Cristina de Espanha de 11 de junho de 2015 a 24 de janeiro de 2022
Brasão de armas de Sua Alteza Real a Infanta D. Cristina de Espanha de 24 de janeiro de 2022 - presente